# Іванівка (Охтирський район)
Іва́нівка (до 1948 року — Янків Ріг) — село в Україні, у Кириківській селищній громаді Охтирського району Сумської області. Дворів — 502. Населення становить 1503 осіб. Колишній орган місцевого самоврядування — Іванівська сільська рада.

## Географія
Село Іванівка розташоване в заплаві річки Ворскла, вище за течією на відстані 1,5 км розташоване село Рябина, нижче за течією на відстані 1,5 км розташований смт Кириківка. На відстані 1 км розташовані села Заводське і Катанське. Річка в цьому місці звивиста, утворює лимани, стариці і заболочені озера. До колишнього районного центру, Великої Писарівки — 32 км.

## Історія
У другій половині XVII століття південна околиця Російської держави — Слобідська Україна інтенсивно заселялась численними вихідцями з Правобережної України, що тікали, рятуючись, від польських панів.
За переказами 1698 року невелика група селян (втікачів) під проводом отамана Янка засновує поселення на піщаному пагорбі між річками Ворскла та Весела. Отаман Янко завжди при собі мав ріг, у який сурмив, коли виникала небезпека, і поселенці ховались у навколишніх лісах. Звідси і походить перша назва села Янків Ріг.
За даними на 1864 рік у власницькому селі Кириківської волості Охтирського повіту Харківської губернії мешкало 440 осіб (225 чоловічої статі та 235 — жіночої), налічувалось 66 дворових господарств, існували православна церква, винокурний, цукровий, цегельний та кінський заводи.
1831 року заснована перша цукроварня в селі. 1913 року на базі Янківського заводу промисловець Іван Харитоненко збудував новий цукровий завод, зберігши за ним стару назву. 1924 року Янківський цукрозавод було перейменовано на цукровий завод імені газети «Правда». В даний час — це ТОВ «Кириківський цукрозавод».
Станом на 1914 рік кількість мешканців села зросла до 1054 осіб.
Село постраждало внаслідок геноциду українського народу, проведеного урядом СССР 1932—1933 та 1946–1947 роках.
Іванівська сільська рада утворена 1987 року. Після ліквідації Великописарівського району 19 липня 2020 року село увійшло до Охтирського району.
На території Іванівської сільської ради функціонує: чотири приватних продовольчих магазини, два господарчі магазини, приватна аптека, відділення зв'язку та Ощадкаса, лікарська сільська амбулаторія, дитячий садок, Правдинська школа-інтернат, сільський будинок культури, бібліотека. Село газифіковано.
Значне місце в селі займає розвиток культурної спадщини. При сільському будинку культури створено жіночий та чоловічий ансамблі та ансамбль музичних інструментів, які радують своїми виступами на сцені мешканців села, беручи активну участь у районних та обласних естафетах, неодноразово на районному рівні займаючи призові місця.

## Уродженці
- Богомазов Олександр Костянтинович (1880—1930) — український художник-кубофутурист.
- Лазня Віктор Опанасович (1918—1986) — український радянський перекладач.
- Усиков Олександр Якович (1904—1995) — радянський радіофізик, дійсний член АН УРСР.
- Усикова Євдокія Григорівна (1913—1996) — українська художниця.